# Orchestervariationen über ein Thema von N. Paganini
Orchestervariationen über ein Thema von N. Paganini (vert. Variaties voor Orkest op een thema van Paganini), opus 26, van de Duitse componist Boris Blacher is een compositie voor symfonieorkest geschreven in 1947. Het werk – een thema met zestien variaties -  wordt gezien als het meest succesvolle orkestwerk van Blacher. Het is het eerste grote belangrijke werk van Blacher voor orkest na zijn succesvolle Concertante Musik für Orchester, Op.10 uit 1937.
Musicoloog Michael Struck-Schloen schrijft over de Paganini-variaties: “ In de Paganini-variaties waaiert Blacher op briljante wijze zestien variaties de concertzaal in, laat de strijkers excelleren (variaties 3 en 14), roept soms sfeervolle droombeelden op met een morbide oriëntaalse inslag (variatie 4 en de klarinet-tango in variatie 15), maar meestal met ritmisch energieke experimenten, die het thema opsplitsen en de diverse onderdelen van dat thema virtuoos naar de briljante krachtexplosie in de Prestissimo-finale jagen”.
Alhoewel het werk nog niet volgens Blachers principe van variable metren geconstrueerd is (dat past hij voor het eerst toe in zijn Tweede Pianoconcert van 1952), is het werk vooral ritmisch en metrisch gezien zeer interessant omdat Blacher op alle mogelijke manieren met ritme, ritmische en metrische figuren en grotere structuren experimenteert. Met name variatie 8, die uit een afwisseling van de maatsoorten 58 en 78 bestaat en waarin twee keer een hemiool voorkomt die het effect heeft van een 34 maatsoort, is te beschouwen als een voorbode van zijn latere werken waarin de variabele metriek een belangrijke rol gaat spelen.

## Bezetting[6]
- 3 fluiten (met piccolo)
- 2 hobo's
- Engelse hoorn
- 3 klarinetten (inclusief basklarinet)
- 3 fagotten (inclusief contrafagot)
- 4 hoorns
- 3 trompetten
- 3 trombones
- Tuba
- Pauken (3)
- Strijkers

## Bijzonderheden
De première was op 27 november 1947 in het Gewandhaus te Leipzig, uitgevoerd door het Gewandhausorchester onder leiding van Herbert Albert. Het werk wordt geregeld uitgevoerd. Diverse orkesten waaronder het Dresdner Philharmonie, Nürnberg Symphony Orchester, Wiener Philharmoniker, Orchestra de la Suisse Romande, RIAS-Symphonie-Orchester, Budapest Philharmonic, Gürzenich-Orchester Köln en het Louisville Orchestra, hebben het op hun repertoire staan of hebben er een opname van gemaakt op cd. Het werk duurt 16 minuten

## Beschrijving
Het werk bestaat uit een thema en zestien variaties die vloeiend in elkaar overgaan.

### Thema
Het thema is Caprice Op. 1, Nr.24 in a mineur, Quasi Presto, van Niccolò Paganini. Zacht (p) in een 24 maatsoort. Het thema wordt, net als het origineel, door soloviool gespeeld.

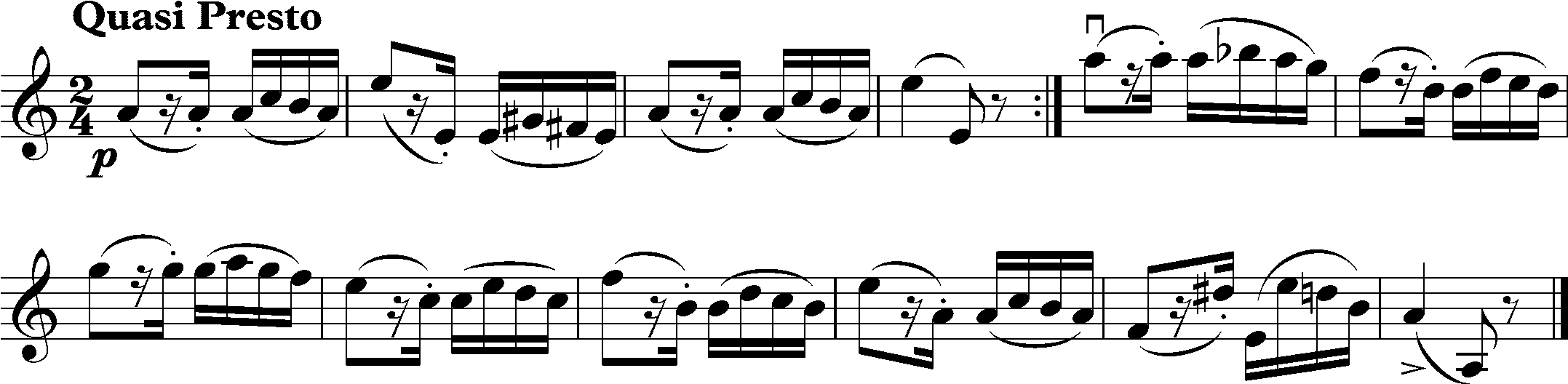

### Variatie 1
Maatsoort: 24
Dynamiek: pp (heel zacht)
Tempo: iets minder snel dan het thema (meno mosso): kwartnoot is 100
Begint vanuit de houtblazers met dalende toonladder figuren (32ste noten) na een syncopisch intermezzo van vijf maten beginnen de houtblazers vier maten stijgende toonladder figuren te spelen (32sten) die uitkomen in

### Variatie 2
Maatsoort: 24
Dynamiek: p
Tempo: zelfde als in variatie 1
De hobo’s spelen triolen gebaseerd op het thema, de strijkers accentueren met enkele kwartnoten op de tel. Heel variatie 2 spelen de hobo’s de solopartij.

### Variatie 3
Maatsoort: 68
Dynamiek: f (sterk)
Tempo: kwartnoot met punt is 120
Strijkers (violen en alten) en de klarinetten spelen f een melodische kleine-tertstoonladder vanuit de toon ‘A’, stijgend en dalend met sterke accenten op de eerste, derde en vijfde achtste noot. De hoorns begeleiden met akkoorden op tel 1 en 4. Na zeventien maten herhaalt het geheel zich in totaal vier keer met een crescendo en toename van instrumenten: hoorns worden versterkt door de rest van het koper en de strijkers worden versterkt door de voltallige houtgroep.

### Variatie 4
Maatsoort: 24
Dynamiek: p
Tempo: Andante (kwartnoot is 60)
Strijkers creëren een mysterieuze sfeer: violen en alten spelen syncopische flageoletten en cello’s en contrabassen pizzicato het thema in de vergroting.

### Variatie 5
Maatsoort: 24
Dynamiek: p
Tempo: iets sneller (piu mosso, kwartnoot is 90)
De houtblazers beginnen met een gebroken groot septiemakkoord op de tel gespeeld in kwarten met de begin toon en de volgorde van het thema. Altviolen en cello’s spelen een syncopische chromatische toonladder omlaag. Na toonladder figuren gespeeld door de klarinetten loopt de kortste variatie over in

### Variatie 6
Maatsoort: 24
Dynamiek: in het begin f  en daarna  p  naar mf  (matig sterk of half sterk) 
Tempo: zelfde tempo , kwartnoot is 90
Heel ritmisch, sterke syncopen gespeeld door de hoorns en de strijkersgroep over 16 maten uitgesmeerd in samenklanken van kwarten en kwinten. De fluit neemt het over en speelt een ritme bestaande uit een achtste en twee zestienden (jan-mijne-man figuur) op de tel begeleid door houtblazers en strijkers, ritmisch en syncopisch.

### Variatie 7
Maatsoort: 24
Dynamiek: f
Tempo: zelfde tempo, kwartnoot is 90
Snelle toonladder figuren, melodisch mineur omhoog door de houtblazers (zestiende septolen) en de strijkers tegelijkertijd in een gebroken drieklank mineur omhoog. Vervolgens, na een korte brug bestaande uit acht maten dalende figuren, kwarten en korte gesyncopeerde achtsten als afsluiting, begint de kreeftgang van het begin, ook qua instrumentatie: Snelle toonladder figuren, melodisch mineur omlaag in de strijkers (zestiende septolen) en de houtblazers tegelijkertijd in een gebroken drieklank mineur omlaag. De brug van acht maten sluit af.

### Variatie 8
Maatsoort: 58 maatsoort (verdeling 2 + 3)
Dynamiek: variabel van p  naar ff (erg sterk)
Tempo: Vivace (hele maat is 60)
Strijkers spelen pizzicato, piano (p). Erg ritmisch in crescendo naar fortissimo (ff). Er volgt een afwisseling met de klarinetten waarna er een nieuw gedeelte komt met 78 maat: 2+2+3; strijkers en klarinetten samen. Na een intermezzo, gespeeld door de hobo’s (met Engelse hoorn) in 58 maat, komt het pizzicato gedeelte van het begin terug: strijkers met de vier hoorns op een ostinaat ‘G’. Daarna opnieuw het gedeelte in 78 maat, piano (p) gespeeld, zodat de hele structuur: A – B – C – A – B is. Na een generale pauze komt

### Variatie 9
Maatsoort: 24
Dynamiek: ff
Tempo: Marstempo (120)
Hele orkest speelt de eerste twee maten van het thema: strijkers en koperblazers in achtsten en houtblazers in zestienden. Na twintig maten het omgekeerde: houtblazers in kwarten, koperblazers in achtsten en strijkers in zestienden, fortissimo (ff), spelen flarden van het thema. Na een climax in fortissimo possibile (fff, zo sterk mogelijk) volgt een generale pauze en komt

### Variatie 10
Maatsoort: 44
Dynamiek: pp  en p
Tempo: Andante (kwart is 60)
De fluit speelt solo de eerste maat van het thema in de omkering (spiegel), begeleid door klarinetten en contrabas. De fluit wordt na verloop van tijd afgewisseld door de klarinet die de lyrische melodie voortzet en overgaat in

### Variatie 11
Maatsoort: 24
Dynamiek: pp naar f
Tempo: Andante (kwart is 60)
Flarden van het thema worden in korte staccato groepjes van vier zestienden gespeeld door afwisselende groepen blazers: fluiten op tel 1 – trompetten op tel 2 – hoorns op tel 1 – trombones op tel 2 enzovoort. De strijkers begeleiden met pizzicato afwisselend violen, altviolen en cello’s. Bij de herhaling van het geheel begeleiden de strijkers met lange noten terwijl de blazers elkaar blijven afwisselen met groepjes van vier korte zestienden. Het gaat vloeiend over in

### Variatie 12
Maatsoort: 24
Dynamiek: ff
Tempo: Andante
Vraag en antwoord tussen strijkers en houtblazers. Strijkers spelen fortissimo (ff) de tweede tel van het (oorspronkelijke) thema en houtblazers reageren daar forte (f) op met aan afsluitend akkoord. Vervolgens herhaalt zich dat met de tweede tel van de tweede maat van het thema, waarop de omkering (spiegel) van de desbetreffende tellen aan bod komt. Het ontwikkelt zich verder tot strijkers en houtblazers samen de tweede tel van het thema fortissimo possibile (fff) spelen en het koper tegelijkertijd met korte gesyncopeerde akkoorden reageren. Na een korte climax herhaalt het vraag en antwoord spel zich tot een tweede grote climax die uitmondt in

### Variatie 13
Maatsoort: 24
Dynamiek: p
Tempo: un poco meno (iets minder snel) (kwartnoot is 104)
Hout- en koperblazers spelen – vanaf de fluit tot en met de trombone – een zeven stemmige canon in de eenklank met een blues-achtig thema dat bij alle instrumenten op dezelfde toonhoogte begint (fis – a) en waarvan alleen de inzet nog te herleiden is naar het thema. Ze eindigen na elkaar. Tot slot komt de canon in de eenklank nog een keer maar loopt het van de trombone naar de fluit die als laatste eindigt. Een korte brug van de pauken en de contrabas zorgen voor de overgang naar

### Variatie 14
Maatsoort: 24 en 68 samen
Dynamiek: p  naar  f
Tempo: van het begin (kwartnoot is 120)
De hoorns en de altviolen spelen in een 68 maatsoort, de rest van het orkest in een 24 maat. De altviolen spelen een omspeling van het thema in achtste noten, terwijl de hoorns en houtblazers af en toe accentueren met groepjes van drie achtsten (bij de houtblazers zijn dit triolen). Het thema wordt overgenomen door de violen en later nog versterkt door enkele houtblazers. Na een brug van één 34 maat wordt het geheel herhaald in een 68 maatsoort die afgewisseld wordt door twee maten met 24 waarin met twee akkoorden afgesloten wordt en opnieuw het thema verkort gespeeld wordt waarin het via de strijkersgroep in achtsten – fortissimo (ff) – uitloopt in

### Variatie 15
Maatsoort: 44 en 54, afwisselend gespeeld.
Tempo: kwartnoot is 120 (mars)
Dynamiek: hoofdzakelijk ff
De variatie heeft de vorm A – B – A. In het A-gedeelte spelen de hoorns een sterk ritmisch syncopisch thema (pesante, wat betekent: log, zwaar) dat gebaseerd is op de tweede variatie van de Caprice van Paganini. De rest van het orkest speelt af en toe op de eerste of de laatste tel van een maat een afsluitend akkoord. Het B-gedeelte is zacht (p) en wordt gespeeld door klarinetten met begeleiding van de cello’s. De (solo) klarinet soleert en eindigt met een glissando à la Rhapsody in Blue van Gershwin in een herhaling van het A-gedeelte waarin op het eind het ritmische thema nog een keer door de trompetten gespeeld worden,  (ff) fortissimo. De contrabassen beginnen heel zacht (pp) met de laatste variatie

### Variatie 16
Maatsoort 24
Tempo: prestissimo (kwartnoot is 160)
Dynamiek: heel zacht (pp) geleidelijk naar fortissimo possibile (fff)
De strijkers – violen – beginnen met een thema dat louter uit zestiende noten bestaat soms onderbroken door korte strak gepuncteerde akkoorden gespeeld door het hele orkest oplopend naar fortissimo (ff), tegelijkertijd spelen de contrabassen een pizzicato baslijn die gebaseerd is op een ‘boogie-bas’ met een blue-noot-achtige wisseling van kleine en grote terts. Na 47 maten begint het thema opnieuw, p gespeeld, door de violen en altviolen met af en toen een kort gepuncteerd akkoord gespeeld door de blazers, f  gespeeld. Tegen het einde krijgen de strijkers versterking van de houtblazers en zorgen de koperblazers voor korte gepuncteerde akkoorden. De dynamiek loopt op naar fortissimo (ff). Na een korte generale rust eindigt het stuk via een groots opgezet crescendo en een oplopende mineur toonladder figuur naar de slottoon ‘A’, fortissimo possibile (fff) gespeeld door het gehele orkest.